# Jøssingfjord

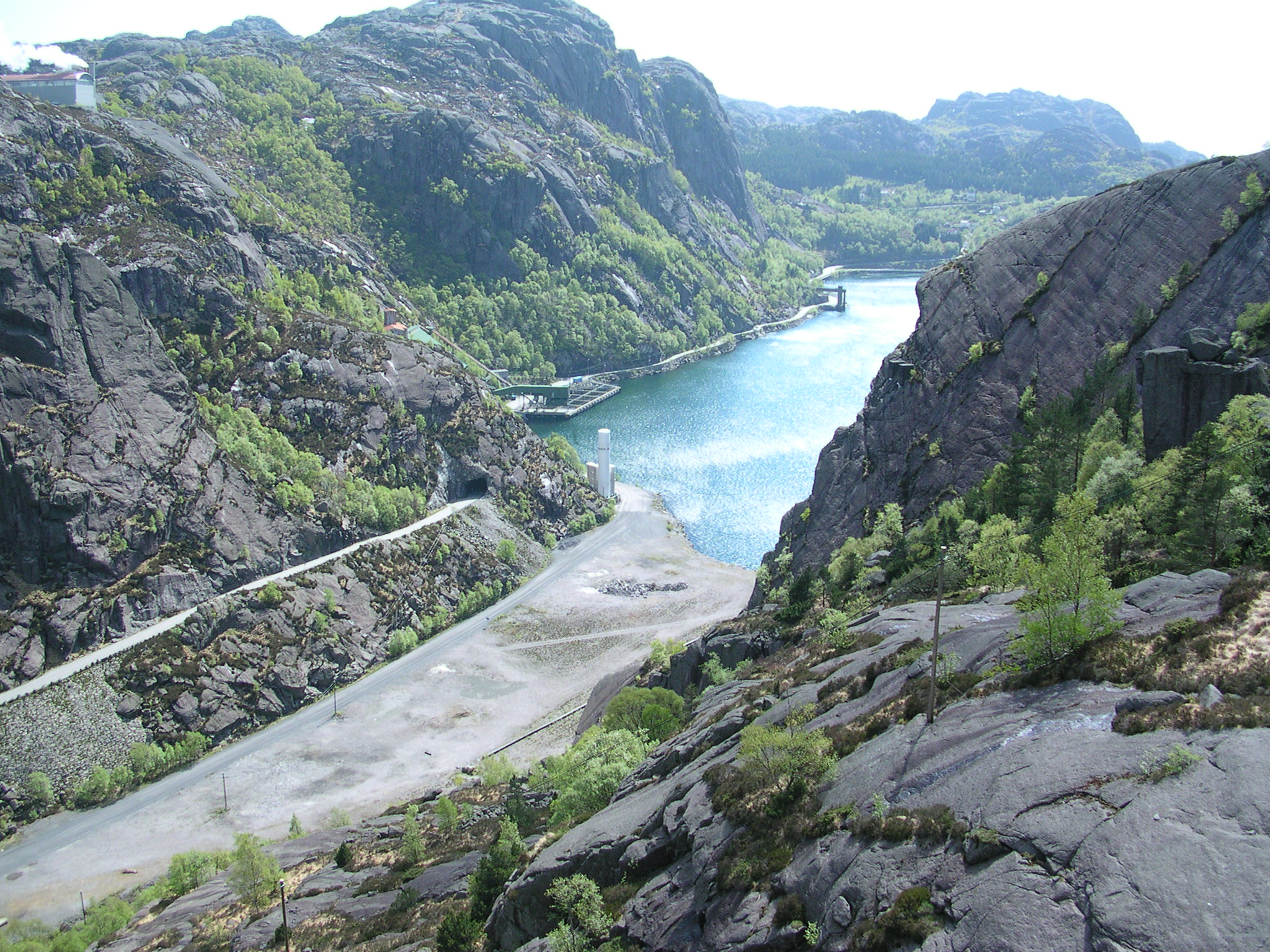
Lo Jøssingfjord

Lo Jøssingfjord è un fiordo che si trova nel comune di Sokndal, nel sud-ovest della Norvegia.
La sua fama è legata anche al cosiddetto incidente dell'Altmark, quando il 16 febbraio 1940 durante la seconda guerra mondiale, quando la marina britannica riuscì a liberare dei prigionieri di guerra a bordo della petroliera tedesca Altmark.
Durante la guerra, il termine Jøssing definiva un patriota norvegese, all'opposto di Quisling che identificava invece i traditori e i collaborazionisti.